# Jaime Ramos Torres
Jaime Alberto Ramos Torres (Talavera de la Reina, 7 de julio de 1960) es un funcionario y político español, alcalde de Talavera de la Reina entre 2014 y 2019.

## Biografía
Nació en Talavera de la Reina el 7 de julio de 1960. Está casado y tiene dos hijos. Es el mayor de seis hermanos. En 1985 comenzó su trabajo como funcionario de la Diputación de Toledo.
Él asume distintas responsabilidades políticas, como concejal del Ayuntamiento de Talavera entre 1995 y 2003, como portavoz y al frente de distintas concejalías.
En 2007 regresa al Ayuntamiento de Talavera y compagina su cargo de concejal con la responsabilidad provincial de portavoz del Grupo del Partido Popular en la Diputación, vicepresidente del Consorcio de Medio Ambiente y vicepresidente del Organismo Autónomo de Gestión Tributaria.
Desde julio de 2011 y hasta el día de hoy ha conjugado su trabajo como edil del Ayuntamiento de Talavera de la Reina y segundo Teniente de Alcalde,  como Portavoz del Gobierno, coordinador y Presidente del Consorcio Provincial de Medio Ambiente.
Tras la muerte de Gonzalo Lago, Jaime Ramos fue investido alcalde de Talavera de la Reina.
En mayo de 2015, tras las elecciones municipales de Talavera, Jaime Ramos fue nuevamente investido alcalde de Talavera de la Reina, gracias a la abstención de Ciudadanos.
Cabeza de lista del PP en las municipales de mayo de 2019, la candidatura del partido obtuvo 5 concejales sobre un total de 25.